# Il viaggio delle ragazze
Il viaggio delle ragazze (Girls Trip) è un film del 2017 diretto da Malcolm D. Lee.
Pellicola di genere commedia, con protagoniste Regina Hall, Queen Latifah, Tiffany Haddish e Jada Pinkett Smith.

## Trama
Quattro amiche si ritrovano per partecipare all'Essence Festival, a New Orleans. Tra balli, musica e alcool il loro rapporto sembra essere tornato quello dei vecchi tempi, risanando la loro amicizia.

## Produzione
Nel febbraio 2014, la Universal annuncia che il regista Malcolm D. Lee ed il produttore Will Packer avrebbero collaborato su una pellicola inizialmente chiamata Girls Trip.
Nel maggio 2016 la Universal annuncia la data di uscita del film per l'11 agosto 2017. Viene anche annunciato che Regina Hall avrebbe preso il posto della protagonista. Queen Latifah e Jada Pinkett Smith si uniscono al cast nel giugno 2016.
Le riprese sono iniziate nel tardo giugno 2016 a New Orleans, Louisiana, ed ha incluso delle riprese durante l'Essence Music Festival 2016.

## Distribuzione
La pellicola è stata presentata in anteprima all'American Black Film Festival il 14 giugno 2017, ed è stato distribuito nelle sale cinematografiche statunitensi il 21 luglio 2017. In Italia è uscito in anteprima il 28 febbraio 2018, ed è stato distribuito nei cinema italiani il 12 aprile 2018.

## Accoglienza
Il film ha incassato 140.9 milioni di dollari in tutto il mondo, di cui 115.1 negli Stati Uniti. È la prima pellicola con sceneggiatura afroamericana a raggiungere i 100 milioni al box office.

## Riconoscimenti
- 2017 - Washington D.C. Area Film Critics Association
  - Candidatura come miglior attrice non protagonista a Tiffany Haddish
- 2017 - Women Film Critics Circle[12]
  - Miglior cast femminile
  - Candidatura come miglior attrice in un film commedia a Tiffany Haddish
  - Candidatura al Josephine Baker Award
- 2018 - Black Reel Awards[13][14]
  - Miglior attrice non protagonista a Tiffany Haddish
  - MIglior performance rivelazione femminile a Tiffany Haddish
  - Candidatura come miglior film
  - Candidatura come miglior regista a Malcolm D. Lee
  - Candidatura come miglior sceneggiatura a Kenya Barris e Tracy Oliver
  - Candidatura come miglior cast
  - Candidatura come miglior colonna sonora a David Newman
- 2018 - Critics' Choice Awards[15]
  - Candidatura come miglior film commedia
  - Candidatura come migliore attrice non protagonista a Tiffany Haddish
  - Candidatura come miglior attrice in un film commedia a Tiffany Haddish
- 2018 - Dorian Awards[16]
  - Candidatura come attrice non protagonista dell'anno a Tiffany Haddish
- 2018 - Empire Awards[17]
  - Candidatura come miglior commedia
  - Candidatura come miglior attrice a Tiffany Haddish
- 2018 - New York Film Critics Circle Awards
  - Miglior attrice non protagonista a Tiffany Haddish

## Sequel
Nel 2022 è stata annunciata la produzione del secondo capitolo.